# إميل ليفي
إميل ليفي (بالفرنسية: Émile Lévy)‏ هو رسام فرنسي، ولد في 29 أغسطس 1826 في باريس في فرنسا، وتوفي بنفس المكان في 4 أغسطس 1890.